# Consorzio Italiano Distributori Indipendenti Film
Il Consorzio Italiano Distributori Indipendenti Film, comunemente abbreviata in C.I.D.I.F., è stata una ditta di distribuzione cinematografica italiana fondata nel 1962 e cessata nel 2009.
Fondata a Bologna da Egidio Errani e Gino Agostini, nei primi anni fu anche casa produttrice per poi dedicarsi esclusivamente alla distribuzione. Nel cinema italiano distribuì quasi 150 film tra il 1962 e il 1989. Tra gli altri film distribuiti, da segnalare Stalker, The Elephant Man, Il piccolo Lord, Plenty, Highlander - L'ultimo immortale e Los Angeles - Cannes solo andata.
I direttori amministrativi furono, tra gli altri, Gino Agostini, Enzo Della Scala e Sergio Pelone, che svolse l'incarico dal 1985 al 1993. Distribuì il suo ultimo film nel 2001, Honolulu Baby di Maurizio Nichetti. Nel 2009 la ditta trasformò la sua ragione sociale in Cidif Entertainment Group (detta C.E.G.), indirizzandosi verso l'ambito produttivo.
Famosa era la sigla utilizzata negli anni '70, con un bersaglio stilizzato giallo su uno sfondo celeste, dove cinque spari al centro del bersaglio formavano le iniziali aziendali.

## Film distribuiti
- La lunga marcia per Pechino, regia di Fernaldo Di Giammatteo (1962)
- I fuorilegge del matrimonio, regia di Valentino Orsini, Paolo e Vittorio Taviani (1963)
- La suora giovane, regia di Bruno Paolinelli (1964)
- Il piacere e l'amore (La ronde), regia di Roger Vadim (1964)
- Una bella grinta, regia di Giuliano Montaldo (1965)
- OSS 77 - Operazione fior di loto, regia di Bruno Paolinelli (1965)
- Week-end a Zuydcoote (Week-end à Zuydcoote), regia di Henri Verneuil (1965)
- Borman, regia di Bruno Paolinelli (1966)
- La strega in amore, regia di Damiano Damiani (1966)
- Testa di rapa, regia di Giancarlo Zagni (1966)
- Uccellacci e uccellini, regia di Pier Paolo Pasolini (1966)
- L'avventuriero, regia di Terence Young (1967)
- Dove si spara di più, regia di Gianni Puccini (1967)
- L'harem, regia di Marco Ferreri (1967)
- I sovversivi, regia di Paolo e Vittorio Taviani (1967)
- I giorni dell'ira, regia di Tonino Valerii (1967)
- Requiescant, regia di Carlo Lizzani (1967)
- Escalation, regia di Roberto Faenza (1968)
- Manon 70, regia di Jean Aurel (1968)
- I sette fratelli Cervi, regia di Gianni Puccini (1968)
- I dannati della terra, regia di Valentino Orsini (1968)
- Temptation, regia di Lamberto Benvenuti (1968)
- I visionari, regia di Maurizio Ponzi (1968)
- Beatrice Cenci, regia di Lucio Fulci (1969)
- Eat It, regia di Francesco Casaretti (1969)
- Il gatto selvaggio, regia di Andrea Frezza (1969)
- Justine, ovvero le disavventure della virtù (Marquis de Sade's Justine), regia di Jess Franco (1969)
- Il prezzo del potere, regia di Tonino Valerii (1969)
- Sierra Maestra, regia di Ansano Giannarelli (1969)
- Sotto il segno dello scorpione, regia di Paolo e Vittorio Taviani (1969)
- La belva, regia di Mario Costa (1970)
- Corbari, regia di Valentino Orsini (1970)
- Dal nostro inviato a Copenaghen, regia di Alberto Cavallone (1970)
- I due maggiolini più matti del mondo, regia di Giuseppe Orlandini (1970)
- Incontro d'amore, regia di Paolo Heusch e Ugo Liberatore (1970)
- Le Mans - Scorciatoia per l'inferno, regia di Osvaldo Civirani (1970)
- La lunga notte dei disertori, regia di Mario Siciliano (1970)
- Il prete sposato, regia di Marco Vicario (1970)
- L'amante dell'Orsa Maggiore, regia di Valentino Orsini (1971)
- Il clan dei due Borsalini, regia di Giuseppe Orlandini (1971)
- La controfigura, regia di Romolo Guerrieri (1971)
- Homo Eroticus, regia di Marco Vicario (1971)
- Il sole nella pelle, regia di Giorgio Stegani (1971)
- Gli amori impossibili (Le Rempart des Béguines), regia di Guy Casaril (1972)
- Un apprezzato professionista di sicuro avvenire, regia di Giuseppe De Santis (1972)
- L'attentato (L'attentat), regia di Yves Boisset (1972)
- Il coltello di ghiaccio, regia di Umberto Lenzi (1972)
- Continuavano a chiamarli... er più e er meno, regia di Giuseppe Orlandini (1972)
- Il Decamerone nero, regia di Piero Vivarelli (1972)
- Le eccitanti guerre di Adeline (À la guerre comme à la guerre), regia di Bernard Borderie (1972)
- Il monaco (Le moine), regia di Adonis Kyrou (1972)
- Quando Marta urlò dalla tomba (La mansión de la niebla), regia di Francisco Lara Polop (1972)
- Una ragione per vivere e una per morire, regia di Tonino Valerii (1972)
- La sedia a rotelle (Un meurtre est un meurtre), regia di Étienne Périer (1972)
- Anche gli angeli mangiano fagioli, regia di E.B. Clucher (1973)
- Tequila! (Uno, dos, tres... dispara otra vez), regia di Tulio Demicheli (1973)
- Trevico-Torino - Viaggio nel Fiat-Nam, regia di Ettore Scola (1973)
- Anche gli angeli tirano di destro, regia di E.B. Clucher (1974)
- Il bianco, il giallo, il nero, regia di Sergio Corbucci (1974)
- Un cadavere di troppo (...la main à couper), regia di Étienne Périer (1974)
- Codice d'amore orientale, regia di Piero Vivarelli (1974)
- Fischia il sesso, regia di Gian Luigi Polidoro (1974)
- Lancillotto e Ginevra (Lancelot du lac), regia di Robert Bresson (1974)
- Noa Noa, regia di Ugo Liberatore (1974)
- Quel ficcanaso dell'ispettore Lawrence, (Los mil ojos del asesinato), regia di Juan Bosch (1974)
- R.A.S. - Nulla da segnalare (R.A.S. - Rien à signaler), regia di Yves Boisset (1974)
- Africa Express, regia di Michele Lupo (1975)
- L'Agnese va a morire, regia di Giuliano Montaldo (1976)
- La gang dell'Anno Santo (L'année sainte), regia di Jean Girault (1976)
- Un giorno e una notte (Le voyage de noces), regia di Nadine Trintignant (1976)
- Languidi baci... perfide carezze, regia di Alfredo Angeli (1976)
- Safari Express, regia di Duccio Tessari (1976)
- Sturmtruppen, regia di Salvatore Samperi (1976)
- Vai col liscio, regia di Giancarlo Nicotra (1976)
- Velluto nero, regia di Brunello Rondi (1976)
- I due superpiedi quasi piatti, regia di E.B. Clucher (1977)
- Ecco noi per esempio..., regia di Sergio Corbucci (1977)
- Padre padrone, regia di Paolo e Vittorio Taviani (1977)
- L'ultimo giorno d'amore (L'homme pressé), regia di Édouard Molinaro (1977)
- L'arma, regia di Pasquale Squitieri (1978)
- L'ultimo sapore dell'aria, regia di Ruggero Deodato (1978)
- Le braghe del padrone, regia di Flavio Mogherini (1978)
- Ecce bombo, regia di Nanni Moretti (1978)
- Geppo il folle, regia di Adriano Celentano (1978)
- Pari e dispari, regia di Sergio Corbucci (1978)
- Saxofone, regia di Renato Pozzetto (1978)
- Gli anni struggenti, regia di Vittorio Sindoni (1979)
- Giallo napoletano, regia di Sergio Corbucci (1979)
- Letti selvaggi, regia di Luigi Zampa (1979)
- Nell'occhio della volpe (La verdad sobre el caso Savolta), regia di Antonio Drove (1979)
- Ogro (Operación Ogro), regia di Gillo Pontecorvo (1979)
- La patata bollente, regia di Steno (1979)
- Il prato, regia di Paolo e Vittorio Taviani (1979)
- La vita è bella, regia di Grigorij Čuchraj (1979)
- Action, regia di Tinto Brass (1980)
- Fontamara, regia di Carlo Lizzani (1980)
- La locandiera, regia di Paolo Cavara (1980)
- L'uomo puma, regia di Alberto De Martino (1980)
- Il mistero di Oberwald, regia di Michelangelo Antonioni (1980)
- Stark System, regia di Armenia Balducci (1980)
- Poliziotto superpiù, regia di Sergio Corbucci (1980)
- Ad ovest di Paperino, regia di Alessandro Benvenuti (1981)
- Bim bum bam, regia di Aurelio Chiesa (1981)
- La caduta degli angeli ribelli, regia di Marco Tullio Giordana (1981)
- Amore senza fine, regia di Franco Zeffirelli (1981)
- Carcerato, regia di Alfonso Brescia (1981)
- Cercasi Gesù, regia di Luigi Comencini (1982)
- Domani si balla!, regia di Maurizio Nichetti (1982)
- Giuramento, regia di Alfonso Brescia (1982)
- Madonna che silenzio c'è stasera, regia di Maurizio Ponzi (1982)
- La notte di San Lorenzo, regia di Paolo e Vittorio Taviani (1982)
- La ragazza di Trieste, regia di Pasquale Festa Campanile (1982)
- Testa o croce, regia di Nanni Loy (1982)
- Tradimento, regia di Alfonso Brescia (1982)
- Giovani, belle... probabilmente ricche, regia di Michele Massimo Tarantini (1982)
- Arrivano i miei, regia di Ninì Salerno (1982)
- Messico in fiamme (Meksika v ogne), regia di Sergej Bondarčuk (1982)
- Il petomane, regia di Pasquale Festa Campanile (1983)
- Questo e quello, regia di Sergio Corbucci (1983)
- Un povero ricco, regia di Pasquale Festa Campanile (1983)
- Storia di Piera, regia di Marco Ferreri (1983)
- I dieci giorni che sconvolsero il mondo (Krasnie kolokola. Film 2. Ja videl rozdenie novogo mira), regia di Sergej Bondarčuk (1983)
- Bianca, regia di Nanni Moretti (1984)
- Chewingum, regia di Biagio Proietti (1984)
- Il futuro è donna, regia di Marco Ferreri (1984)
- Magic Moments, regia di Luciano Odorisio (1984)
- Sole nudo, regia di Tonino Cervi (1984)
- Fatto su misura, regia di Francesco Laudadio (1984)
- Miranda, regia di Tinto Brass (1985)
- La Bonne, regia di Salvatore Samperi (1986)
- Dolce assenza, regia di Claudio Sestieri (1986)
- Il ragazzo del Pony Express, regia di Franco Amurri (1986)
- Mefisto funk, regia di Marco Poma (1986)
- Il volo (O melissokomos), regia di Theo Angelopoulos (1986)
- Caramelle da uno sconosciuto, regia di Franco Ferrini (1987)
- Scirocco, regia di Aldo Lado (1987)
- Soldati - 365 all'alba, regia di Marco Risi (1987)
- Sottozero, regia di Gian Luigi Polidoro (1987)
- Delitti e profumi, regia di Vittorio De Sisti (1988)
- I giorni del commissario Ambrosio, regia di Sergio Corbucci (1988)
- Sposi, regia di Pupi Avati, Cesare Bastelli, Felice Farina, Antonio Avati, Luciano Manuzzi (1988)
- Bersaglio sull'autostrada, regia di Marius Mattei (1988)
- Comprarsi la vita, regia di Domenico Campana (1989)
- Dark Bar, regia di Stelio Fiorenza (1989)
- Night Club, regia di Sergio Corbucci (1989)
- Santa Sangre, regia di Alejandro Jodorowsky (1989)
- Honolulu Baby, regia di Maurizio Nichetti (2001)